# Кукіль Любомир Євгенович
Любомир Євгенович Кукіль (нар. 1 лютого 1966, м. Львів) — український скульптор, реставратор. Депутат Брюховицької селищної ради.

## Життєпис
Народився 1 лютого 1966 року у місті Львові. 
У 1992 році закінчив Львівський Інститут Прикладного та Декоративного Мистецтва (нині — Львівська національна академія мистецтв; викладачі Дмитро Крвавич, Еммануїл Мисько). Упродовж 1990—1994 років працював реставратором по каменю в науково-дослідному секторі інституту. 
Учасник регіональних, всеукраїнських художніх виставок виставок починаючи від 1999 року. Основні напрямки творчості — монументальна скульптура, сакральне мистецтво (іконостаси, скульптури, розп'яття). Створює також керамічні кольорові пласти та прикраси. 
Любомир Кукіль є автором багатьох реалізованих проєктів, переважно у Львові та Львівській області, серед них:
- скульптури «Зевс», «Феміда», «Самсон», «Давид із Голіафом», «Козак», «Невільник», «Геракл із гідрою» (м. Бучач, ратуша, 1989—1998);
- пам'ятник Тарасові Шевченку (вул. Незалежності України, смт. Брюховичі, 1994);
- розписи іконостасу (церква святого Архистратига Михаїла, с. Дусанів, Львівська область, 1999);
- реставрація гробівця В. Чарторийської (Личаківський цвинтар, Львів, 2001);
- реставрація скульптури (ліцей, м. Дрогобич, 2002);
- реконструкція фігур орлів (вул. Коновальця, 7, м. Львів, 2003);
- вхідні двері до церкви святих Володимира і Ольги (с. Бірки, Львівська область, 2004);
- скульптура «Пресвята Богородиця» (поблизу церкви Благовіщення Пресвятої Богородиці, м. Львів, 2005);
- меморіальна таблиця Петрові Андрусіву (м. Городок, будівля Городоцької районної Малої академії мистецтв імені П. Андрусіва, 2007);
- ікона «Богородиця Одигітрія» (каплиця, с. Зубра, Львівська область, 2008);
- вхідні двері до церкви святого Володимира Великого (с. Зубра, Львівська область, 2009);
- скульптура «Христос-Спаситель» (могила Українських січових стрільців, м. Бурштин, 2010);
- скульптура «Ангел» (міський цвинтар, м. Бурштин, 2010);
- скульптура «Оранта» (церква святого Володимира Великого, с. Зубра, Львівська область, 2011).
- пам'ятник Іванові Павлові II (вул. Львівська, смт. Брюховичі, 2012)[3];
- пам'ятник молодому Шевченкові (с. Зубра, Львівська область, 2012)[4];
- меморіальна таблиця Герою України Георгію Кирпі (Лапаївська загальноосвітня середня школа I-III ступенів імені Георгія Кирпи, с. Лапаївка, Львівська область, 2015)[5];
- пам'ятник Володимиру Івасюку (вул. Івасюка, смт. Брюховичі, 2020)[6].